# Јањинско језеро
Јањинско језеро (грч. Λίμνη Παμβώτιδα; Памвотида) је језеро у Грчкој.

## Положај
Језеро се налази у средини округа Јањина у Грчкој, лежи у правцу северозапад-југоисток. На западу језера налази се град Јањина, а на северним обалама језера лежи село Перама преостали део обале је пољопривредно земљиште и шуме.
Уз језеро су смештене и мале рибарске луке и једна лука за излетничке бродове и наутичаре. Магистрални пут ГР-6 иде дуж северних обала језера.
Име језера се први пут појављује у 12. веку у коментарима уз Одисеју епископа Еустатиуса из Солуна. У језеру живи ендемска врста рибе Цима (Τσιμα). Две врсте морске маховине откривене су у језеру.

## Острво Јањина
У Јањинском језеру се налази острво Јањина. Острво према попису из 2011. године има 219 становника. То је прво насељено језерско острво Грчке, а острво Свети Ахил је друго са 21 становником и налази се у Малом Преспанском језеру.
Површина језера је 0,2 km², максимална дужина 800 метара и максимална ширина 500 метара. Популација у 2001. години је 347 становника, а према попису из 2011. године било је 219 становника. Може се до њега доћи бродом од града Јањине или трајектом из оближње обале.